# (35423) 1998 AL7
1998 AL7 (asteroide 35423) é um asteroide da cintura principal. Possui uma excentricidade de 0.14152690 e uma inclinação de 1.26796º.
Este asteroide foi descoberto no dia 6 de janeiro de 1998 por Takao Kobayashi em Oizumi.